# Tamikrest
Tamikrest (significado de: Tamashek de unión, alianza, el futuro) es una banda maliana de músicos que pertenecen al pueblo tuareg. La banda fue fundada en el año 2006. Se mezclan la música africana tradicional con influencias de rock y pop occidentales y cantar en Tamashek. Principal compositor y líder de la banda es Ousmane Ag Mossa.
Tamikrest aparece en un momento de auge para la cultura rock/pop africana con proyección internacional siendo pioneros junto a otras bandas que ya tienen renombre internacional como Die Antwoord entre otras, y se caracterizan por mantener parte de la cultura africana en su música (principalmente percusión) y sus letras, cargadas con la problemática típica de sus ciudades, además de mezclarla con dialectos africanos actuales, todo esto fusionado con ritmos de moda mundialmente reconocidos (rock y pop).
Su música se caracteriza por guitarras eléctricas y voces, youyous, bajo, batería, djembé y otros instrumentos de percusión.

## Historia de la banda
Cuando Tamikrest fue fundada en 2006, los músicos estaban todos en sus años veinte. Se originan en la región alrededor de Kidal, una ciudad en el noreste de Mali. Todos ellos visitaron el enfants de l'Adrar una escuela en Tinzawaten, un pequeño oasis en el medio del desierto, que fue financiado por fundaciones europeas. Fue allí que los futuros miembros de Tamikrest consiguieron su formación musical básica. Su juventud fue forjada por la guerra civil que tuvo lugar entre 1990 y 1995. Muchos miembros de la familia y amigos murieron mientras los tuaregs luchaban por su independencia. Cuando los nuevos disturbios estallaron en 2006, Ousmane Ag Mossa y su amigo Cheick Ag Tiglia decidieron no luchar con las armas, sino para llamar la atención a la causa de los tuaregs con medios musicales.
En su juventud tocaban música tradicional de los Kel Tamasheq (como los tuaregs se llaman a sí mismos) y las canciones de la banda tuareg Tinariwen, que es la música tradicional africana ya mezclada con la música rock occidental en los años ochenta. A través de Internet y mp3, los miembros Tamikrest llegaron a conocer bandas y músicos como Jimi Hendrix, Bob Marley, Pink Floyd y Mark Knopfler que influyeron en la conformación de su sonido especial.
Un encuentro casual con la banda australiana-estadounidense Dirtmusic en el Festival Au Désert en 2008, que tuvo lugar en Essakane  (a unos 50 kilómetros al oeste de Timbuktu), llevó a una amistad y cooperación musical. Cuando Dirtmusic grabó su segundo álbum, BKO, en un estudio en Bamako (capital de Malí) en 2010, Tamikrest fue invitado a tocar en ese álbum. Chris Eckman (miembro de Dirtmusic y The Walkabouts) también produjo Adagh, el primer álbum de Tamikrest. En 2010, ambas bandas recorrieron Europa juntos y tocaron en festivales como Sziget, este último organizado por su sello Glitterhouse Records. En octubre de 2010, Chris Eckman produjo el segundo álbum de Tamikrest Toumastin, que fue lanzado en abril de 2011.

## Discográfica
- 2010: Adagh (Glitterhouse Records)
- 2011: Toumastin (Glitterhouse Records)
- 2013: Chatma (Glitterbeat Records)

## Galería
|                                                              |
| Tamikrest en el Weltmusikfestival Horizonte, Coblenza, 2013. |

|                                      |
| Tamikrest Horizonte, Coblenza, 2013. |

|                                       |
| Tamikrest, Horizonte, Coblenza, 2013. |

|                                       |
| Tamikrest, Horizonte, Coblenza, 2013. |

|                                    |
| Tamikrest San Paolo, Italia, 2010. |

|                                                     |
| Tamikrest Bardentreffen, Núremberg, Alemania, 2014. |

|                                                     |
| Tamikrest Bardentreffen, Núremberg, Alemania, 2014. |

|                                                     |
| Tamikrest Bardentreffen, Núremberg, Alemania, 2014. |